# قادیکلا (بابل)
قادیکلا (بابل)، روستایی از توابع بخش لاله‌آباد شهرستان بابل در استان مازندران ایران است.

## تاریخچه
از نظر وجه تسمیه باید گفت که در گذشته اراضی اطراف روستا در اختیار مالکی به نام ابراهیم قادی بود که به مرور زمان به نام قادی و سپس حدود ۱۰۰ سال پیش به نام قادیکلا معروف گشت. در واقع اسم روستا از دو کلمه قادی اسم شخص و کلا (kela در زبان مازنی به معنی روستا) نام مکان ترکیب یافته‌است.
این روستا در گذشته، مرکز بخش بزرگ بندپی (اکنون متشکل از بخش‌های بندپی شرقی و بندپی غربی) بوده‌است.
از نظر توپوگرافی روستا در ناحیه دشتی و آبرفتی واقع شده که شیب عمومی آن از سمت جنوب به شمال می‌باشد، که ۵ متر پایین‌تر از سطح آب‌های آزاد قرار دارد.

## ویژگی‌های فرهنگی و اجتماعی
از نظر فرهنگی و قومی روستا دارای آداب و رسوم مشترک و یکسان هستند و اختلافی در بین مردم مشاهده نمی‌شود. دین آن‌ها اسلام، مذهب شیعه و به زبان مازندرانی تکلم می‌کنند.

## ویژگی‌های اقتصادی
اقتصاد روستای قادیکلا متکی بر کشت زراعت برنج است؛ که سطح زیر کشت روستا در حدود ۱۲۸ هکتار می‌باشد.
از کل شاغلین روستا حدود ۷۵ درصد در بخش کشاورزی، ۹/۱۷ درصد در بخش خدمات و ۱/۷ درصد در بخش صنعت مشغول به فعالیت هستند.
مهمترین عامل پیدایش روستا آب، زمین‌های زراعی و نزدیکی به شهر بابل و … بوده‌است. در واقع در ۱۰۰ سال پیش اهالی روستا در قسمت شرق روستا به فاصله ۵۰۰ متری زندگی می‌کردند که در اثر شیوع بیماری، به مکان کنونی کوچ کردند؛ که در ابتدا چهار تا شش خانواده بیش نبوده‌اند.

## جمعیت
روستا در سال ۱۳۳۵ دارای ۲۷۵ نفر جمعیت بود که به ۵۳۵ نفر براساس سرشماری مرکز آمار ایران در سال ۱۳۸۵ رسید.
نرخ رشد سالانه جمعیت در طی ۵۰ سال حدود ۳/۱ درصد و ده سال اخیر حدود ۹/۰ - درصد بوده‌است.
روستا در سال ۱۳۳۵ دارای ۴۲ خانوار با بعد خانوار ۵/۶ نفر بود، که به ۱۴۴ خانوار با بعد ۷/۳ نفر رسیده است.
از نظر گروه سنی پنج ساله، بیشترین جمعیت در گروه سنی ۱۹–۱۵ و ۲۴–۲۰ ساله قرار داشته‌اند.
در سال ۱۳۸۵ جوانی جمعیت، در حدود ۵/۳۵ درصد بوده‌است.
در سال ۱۳۷۵ از کل جمعیت شش ساله و بیشتر حدود ۳۸۲ نفر معادل ۵/۷۳ درصد باسواد بوده‌اند. این نسبت در سال ۱۳۶۵ حدود ۸/۶۳ درصد بوده‌است.
نرخ فعالیت در سال ۱۳۷۵٬۹/۳۲ درصد بود که به ۸/۳۳ درصد در سال ۱۳۸۵ رسیده است.
نرخ اشتغال در سال ۱۳۸۵، ۲/۸۹ درصد و نرخ بیکاری ۸/۱۰ درصد بوده‌است.